# Espona (la Llaguna)
Espona era un poble, actualment desaparegut, del terme comunal de la Llaguna, a la comarca del Conflent, de la Catalunya del Nord.
Estava situat a l'extrem nord-est del terme comunal de la Llaguna, a llevant de l'Aeròdrom de Montlluís - la Quillana, al peu del camí que venia d'Aiguatèbia. Actualment hi roman una partida amb el nom de Sant Valentí, just a migdia del Bosc Comunal de la Llaguna.